# Église Santa Maria Regina Apostolorum
L'église Santa Maria Regina Apostolorum (en français : église Sainte-Marie-Reine-des-Apôtres) est une église de Rome, située dans le quartier Della Vittoria, via Giuseppe Ferrari.
Elle a été construite en 1936 sur le projet de l'architecte Luigi Francassini Guidi et est flanquée par le couvent des pères Pallottins qui en sont les propriétaires.
L'édifice est siège paroissial, institué le 18 avril 1936 par le décret du cardinal-vicaire Francesco Marchetti Selvaggiani, et confié aux mêmes Pallottins.